# DIAMOND MEMORIES
『DIAMOND MEMORIES』（ダイヤモンド・メモリーズ）は、2017年9月27日に発売された石井竜也21枚目のスタジオ・アルバム。

## 解説
石井がリスペクトする日本のニューミュージック楽曲（渡辺真知子、八神純子、村下孝蔵、来生たかお、ペドロ&カプリシャス）カバー11曲とオリジナル曲を組合せた本作は2003年発売『nipops』に似た世界観を思い浮かばせる全15曲（初回盤は全16曲）。初回盤はMICROとのコラボレーション楽曲を含んでいる。さらに初回盤は5月にZepp Tokyoにて行われたライヴツアー『ISHYST～REMEMBERING SONGS～』ライヴ映像収録DVDを同梱。

## 収録曲
- 作詞・作曲：石井竜也（M1.M7.M11.M15）
- 作詞：石井竜也・MICRO（M16）
- 編曲：松ヶ下宏之（特記以外）TATOO（M11.M15）

### CD
1. 砂の中の宝石 ～放浪者～
2. 踊り子
3. ブルー
4. 思い出は美しすぎて
5. セカンド・ラブ
6. かもめが翔んだ日
7. 虚構の光
8. 夢の途中
9. 初恋
10. 想い出のスクリーン
11. 希望の未来へ
12. 五番街のマリーへ
13. 迷い道
14. ジョニィへの伝言
15. バラの咲く庭
16. 恋の滝登り feat.MICRO from HOME MADE 家族（初回限定盤のみ収録）

### 初回限定盤DVD
1. OPENING～Desert History～
2. 青に染まる窓
3. 白いページの中に
4. 思い出は美しすぎて
5. 潮騒
6. 砂の川
7. たそがれマイ・ラブ
8. かもめが翔んだ日
9. 別れの朝
10. 五番街のマリーへ
11. 初恋
12. セカンド・ラブ
13. プラネタリウム
14. 踊り子
15. ブルー
16. もう一度あいたい
17. 夢の途中
18. ジョニィへの伝言
19. 想い出のスクリーン
20. 迷い道
21. 黒の中の赤
22. まちぶせ
23. KISSING SILHOUETTE
24. 恋はさざなみ